# Oskars Cibuļskis
Oskars Cibuļskis (* 9. April 1988 in Riga, Lettische SSR) ist ein lettischer Eishockeyspieler, der seit August 2022 bei den Rytíři Kladno in der tschechischen Extraliga unter Vertrag steht. 

## Karriere
Oskars Cibuļskis begann seine Karriere als Eishockeyspieler in seiner Heimatstadt beim SK LSPA/Riga, für den er von 2004 bis 2008 am Spielbetrieb der lettischen Eishockeyliga teilnahm. In der Saison 2005/06 spielte der Verteidiger parallel für den HK Riga 2000, als er in zwei Spielen in der weißrussischen Extraliga auf dem Eis stand. 2008 wurde er für das All-Star-Game der lettischen Eishockeyliga nominiert. Die Saison 2008/09 verbrachte der ehemalige Junioren-Nationalspieler beim EC Red Bull Salzburg in der österreichischen Erste Bank Eishockey Liga. Mit den Salzburgern erreichte er das Playoff-Finale, in dem er mit seiner Mannschaft dem EC KAC in der Best-of-Seven-Serie mit 3:4 Siegen unterlag. Im Saisonverlauf erzielte der Lette 15 Scorerpunkte, davon drei Tore, in insgesamt 69 Spielen.  
Nachdem sich Cibuļskis im Profibereich beim EC Red Bull durchsetzen konnte, kehrte er zur Saison 2009/10 in seine lettische Heimat zurück, wo er einen Vertrag bei Dinamo Riga in der ein Jahr zuvor gegründeten Kontinentalen Hockey-Liga erhielt. In seiner ersten KHL-Spielzeit kam er nur sporadisch für Dinamo Riga zum Einsatz. In 15 Spielen blieb er zudem punktlos. Deutlich erfolgreicher verlief die Spielzeit für ihn bei Dinamos Farmteam, den Dinamo-Juniors Riga, für die er in der belarussischen Extraliga in 21 Spielen vier Tore erzielte und acht Vorlagen gab. In der Saison 2010/11 gelang es Cibuļskis, sich einen Stammplatz bei Dinamo Riga in der KHL zu erspielen. 
In den folgenden sechs Jahren gehörte Cibuļskis meist zum Stammkader von Dinamo, mit dem er 2013 den Nadeschda-Pokal gewann, wozu er als bester Abwehrspieler des Wettbewerbs maßgeblich beitrug. Nach über 300 KHL-Partien für Dinamo verließ er den Klub im Mai 2017 und wurde vom Mountfield HK Hradec Králové aus der tschechischen Extraliga verpflichtet. Für den Mountfield HK  absolvierte er in den folgenden drei Jahren über 150 Extraliga-Spiele, ehe er zur Saison 2020/21 innerhalb der Liga zum HC Litvínov wechselte. Nach 48 Einsätzen für den nordböhmischen Klub kehrte er im Frühjahr 2021 zu Dinamo Riga zurück. Im Februar 2022 zog sich Dinamo Riga aus der KHL zurück und Cibuļskis wechselte zu Brynäs IF. 

### International
Für Lettland nahm Cibuļskis im Juniorenbereich an den U18-Weltmeisterschaften der Division I 2005 und 2006 sowie den U20-Weltmeisterschaften 2007 und 2008 ebenfalls in der Division I teil. 2006 erreichte er mit den U18-Junioren den Aufstieg in die Top Division. Den gleichen Erfolg wiederholte er 2008 mit den lettischen U20-Junioren. 
Im Seniorenbereich stand er erstmals bei der Weltmeisterschaft 2011 im Aufgebot seines Landes. Weitere Weltmeisterschaftseinsätze folgten 2012, 2015, 2016, 2017, 2018, 2019  und 2021.

## Erfolge und Auszeichnungen
- 2008 Nominierung für das All-Star-Game der lettischen Eishockeyliga
- 2009 Österreichischer Vizemeister mit dem EC Red Bull Salzburg
- 2013 Gewinn des Nadeschda-Pokals mit Dinamo Riga
- 2013 Bester Abwehrspieler des Nadeschda-Pokals

### International
- 2006 Aufstieg in die Top Division bei der U18-Weltmeisterschaft der Division I, Gruppe B
- 2008 Aufstieg in die Top Division bei der U20-Weltmeisterschaft der Division I, Gruppe B
- 2023 Bronzemedaille bei der Weltmeisterschaft

## Statistik
(Stand: Ende der Saison 2020/21)